# 나의 마음은 지지 않았다
《나의 마음은 지지 않았다》는 2009년 개봉한 안해룡 감독의 영화이다. 대한민국, 일본의 공동제작이며, 영문 제목은 《My Heart Is Not Broken Yet》이다. 2009년 2월 26일 개봉한 이후, 독립 영화관을 통한 재개봉, 영화의 공식 블로그나 배급사에 신청을 통한 공동체 상영 등 시간이 지난 지금도 꾸준히 상영이 되고 있는 작품이다. 이 영화는 2008년 전주 국제 영화제에서 JJ-Star상을 받은 이후 다양한 영화제에 출품되었다. 일본에서는 2007년 8월 첫 개봉되었다.

## 줄거리
이 영화는 일본군 위안부 피해자인 송신도 할머니와 그런 그녀를 지원하는 '재일 위안부 재판을 지원하는 모임'이 일궈낸 뜨거운 감동의 이야기이자 일본군 위안부 문제 해결을 위해 일본 정부를 상대로한 송신도 할머니의 재판과 투쟁을 다룬 영화이다. 또 하나 영화에서 다루는 이야기는, 그녀가 재일 한국인 여성으로 살아남기위해 택한 방식은 '아무도 믿지 않기'인데, 그런 그녀와 '재일 위안부 재판을 지원하는 모임'간의 믿음이 단단해지는 과정이다. 비록 재판에서 졌지만 내 마음은 지지 않았다고 외치는 송신도 할머니의 뜨거운 가슴을 느낄 수 있는 영화이다.

## 등장 인물
- 주연 : 송신도
- 나레이션 : 문소리

## 수상[3]
- 2008년 5월 전주 국제 영화제 – 특별언급 (JJ-Star상)

## 출품 영화제
- 2009년 4월 천안 월드 영화제
- 2009년 8월 인권영화제
- 2010년 7월 인천 여성 영화제
- 2011년 9월 제주 여성 영화제

## 참조
1. ↑  Lee, Hyo-won (2009년 3월 18일). “Comfort Woman Film Touches Japan”. 《The Korea Times》. 2016년 2월 11일에 확인함.
2. ↑  “Documentary Movie Portrays Plight of Comfort Woman”. 《Arirang》. 2009년 3월 12일. 2016년 2월 15일에 원본 문서에서 보존된 문서. 2016년 2월 11일에 확인함.
3. ↑  “보관된 사본”. 2013년 12월 16일에 원본 문서에서 보존된 문서. 2013년 12월 16일에 확인함.